# 103 Хера
103 Хера (лат. 103 Hera) је астероид главног астероидног појаса. Приближан пречник астероида је 91,20 km,
а средња удаљеност астероида од Сунца износи 2,701 астрономских јединица (АЈ).
Инклинација (нагиб) орбите у односу на раван еклиптике је 5,422 степени, а орбитални период износи 1621,847 дана (4,440 године). Ексцентрицитет орбите астероида износи 0,080.
Апсолутна магнитуда астероида износи 7,66 а геометријски албедо 0,183.
Астероид је откривен 7. септембра 1868. године.